# Aracaldo
Aracaldo (oficialmente en euskera: Arakaldo) es una anteiglesia y municipio de la provincia de Vizcaya, País Vasco (España). Es el municipio con menor población de toda la provincia y también uno de los menos extensos. Tiene 159 habitantes (INE 2017).

## Toponimia
El nombre del pueblo se ha escrito tradicionalmente como Aracaldo hasta que en 1996 el ayuntamiento adoptó la denominación oficial Arakaldo, que es la adaptación de Aracaldo a las reglas ortográficas modernas de la lengua vasca.
El significado etimológico de Aracaldo es desconocido. Cabe relacionarlo con el de la no muy lejana Baracaldo.

## Geografía
Está demarcado por el río Nervión al oeste y el monte Unzueta al este, y limita al norte, este y oeste con Arrancudiaga, al sur con Orozco y Llodio y al oeste con Llodio.

## Historia
Se separó de la vecina anteiglesia de Arrancudiaga en 1520 constituyéndose en parroquia y anteiglesia independiente. Sin embargo, esta secesión debió de producirse sin permiso del Señorío de Vizcaya, por lo que Aracaldo no dispuso jamás de representantes en las Juntas Generales de Vizcaya y por tanto siguió dependiendo en lo político de la representación de la vecina localidad. En el siglo XIX Aracaldo adquirió la condición de municipio a raíz de la reforma municipal y ha conservado esta condición hasta la actualidad a pesar de su escasa población.
Durante las guerras carlistas fue incendiada y no quedaron en pie más que la iglesia y dos casas.
En la década de 1970 se construyó la autopista AP-68 atravesando su término municipal, siendo ésta la modificación más importante realizada en su paisaje durante las últimas décadas.

## Demografía
Aracaldo cuenta con una población de 160 habitantes (INE 2024).
| Gráfica de evolución demográfica de Aracaldo entre 1842 y 2021 |
| |
| Población de derecho según los censos de población del INE Población de hecho según los censos de población del INEEn estos censos se denominaba Aracaldo: 1842, 1857, 1860, 1877, 1887, 1897, 1900, 1910, 1920, 1930, 1940, 1950, 1960, 1970, 1981 y 1991 |

### Transporte y comunicaciones

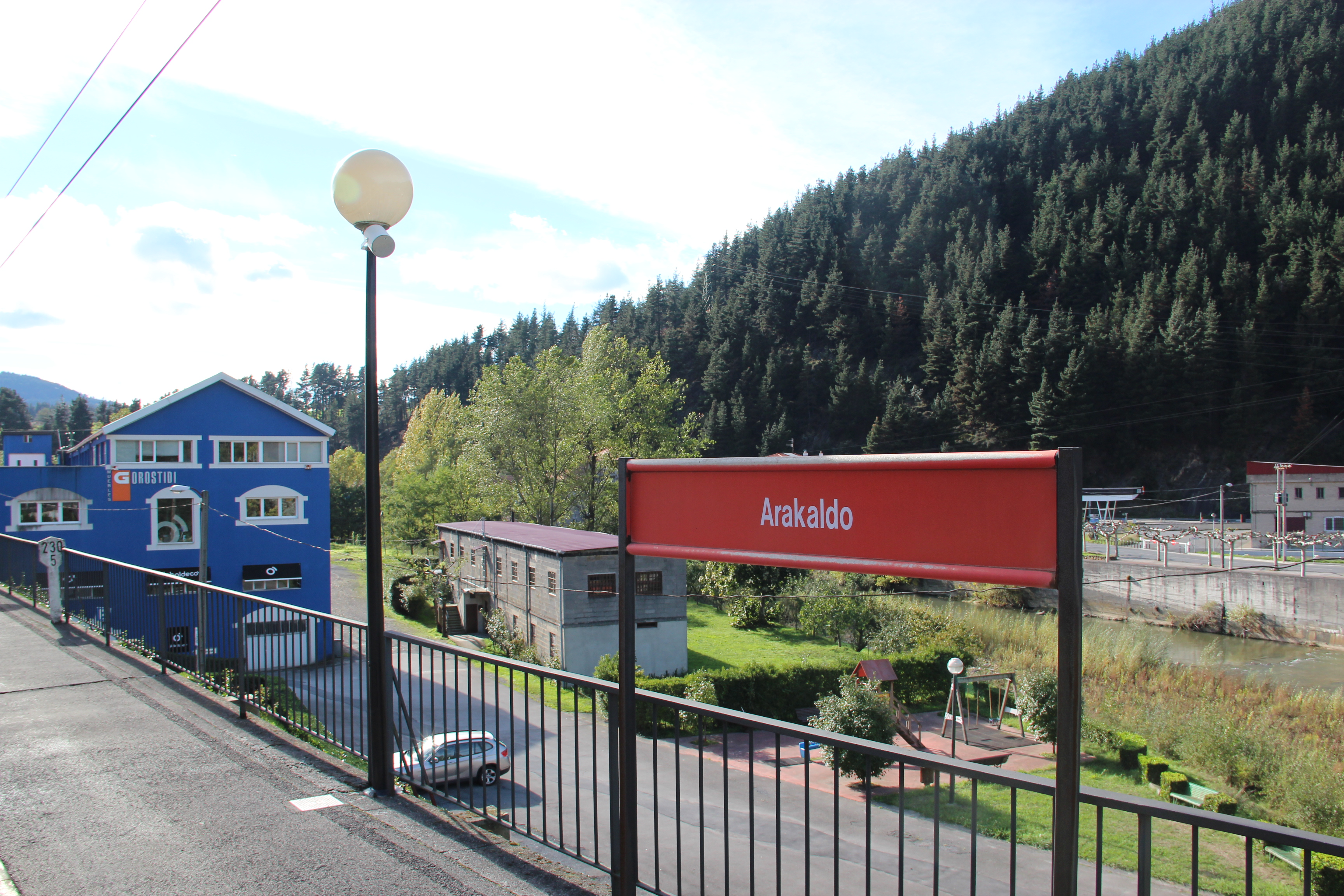
Estación de cercanías

Aracaldo está bien comunicado por carretera. La autopista AP-68 que atraviesa el municipio cuenta con dos salidas próximas: al norte y desde Bilbao la salida n.º 2, a aproximadamente 1 km, y al sur y desde Vitoria la salida n.º 3, a aproximadamente 2 km. Esta autopista permite comunicar Aracaldo tanto con Bilbao como con Vitoria de forma rápida. La carretera N-625 (Burgos-Bilbao), que transcurre a lo largo del valle del Nervión, permite comunicar Aracaldo con las localidades próximas, como Llodio o Miravalles.
Aracaldo cuenta con un apeadero de tren con servicio de Renfe Cercanías Bilbao de la línea C-3, y dos paradas de autobús con servicio de Bizkaibus (líneas A3918 Orozco-Bilbao, A3919 Orozco-Hospital Galdácano y A3920 Orduña-Hospital Galdácano), situadas en el municipio colindante de Arrancudiaga pero a escasos metros del barrio La Isla de Aracaldo.

## Economía
Sector primario: Fue el motor de la economía de Aracaldo hasta hace algunas décadas. La población de Aracaldo se dedicaba a las labores tradicionales de cultivo de las tierras –trigo, maíz, frutas, hortalizas– y a la cría de algún ganado, en los caseríos que componían el municipio. Sin embargo, aunque el municipio mantenga su aspecto rural, según el censo de 2001 no quedaba ya ningún vecino que se dedicara profesionalmente a la agricultura. El sector primario supuso en el año 2000 solo el 2,77 % del valor añadido obtenido en el municipio.
En 1999 había 25 explotaciones agrícola-ganaderas censadas en el municipio que ocupan 230 hectáreas. Cerca del 77 % del término municipal (unas 203 hectáreas) están ocupadas por plantaciones de pino Monterrey susceptibles de ser maderables.
Sector secundario: En 1971 trasladó a Aracaldo su fábrica la firma Postensa, denominada Norten PH desde el año 2000, que actualmente está cerrada. Esta empresa se dedicaba a la fabricación de prefabricados de hormigón y empleaba a más de 100 trabajadores. La mayor parte de los trabajadores de esta empresa provenían de otros municipios, ya que según los datos del censo de 2001 solo había 8 vecinos trabajando en el sector industrial.

## Administración y política
| Partido político                                              | 2015  | 2015       | 2011  | 2011       | 2007  | 2007       | 2003  | 2003       | 1999  | 1999       | 1995  | 1995       | 1991  | 1991       |
| Partido político                                              | %     | Concejales | %     | Concejales | %     | Concejales | %     | Concejales | %     | Concejales | %     | Concejales | %     | Concejales |
| Euskal Herria Bildu (EH Bildu)-Bildu                          | 47,78 | 4          | 51,35 | 2          | —     | —          | —     | —          | —     | —          | —     | —          | —     | —          |
| Euzko Alderdi Jeltzalea-Partido Nacionalista Vasco (EAJ-PNV)  | 40,00 | 1          | 44,59 | 3          | 70,31 | 1          | 79,17 | 1          | 40,58 | 0          | 57,65 | 4          | —     | —          |
| Partido Popular del País Vasco (PP)                           | —     | —          | 0,00  | 0          | 0,00  | 0          | 8,33  | 0          | —     | —          | —     | —          | —     | —          |
| Partido Socialista de Euskadi-Euskadiko Ezkerra (PSE-EE PSOE) | —     | —          | 0,00  | 0          | —     | —          | —     | —          | —     | —          | —     | —          | —     | —          |
| Eusko Abertzale Ekintza-Acción Nacionalista Vasca (EAE-ANV)   | —     | —          | —     | —          | 29,69 | 0          | —     | —          | —     | —          | —     | —          | —     | —          |
| Arakaldo Aukera (AA)                                          | —     | —          | —     | —          | —     | —          | —     | —          | 56,52 | 1          | —     | —          | —     | —          |
| Herri Batasuna (HB)                                           | —     | —          | —     | —          | —     | —          | —     | —          | —     | —          | 37,65 | 1          | 51,09 | 1          |
| Independientes                                                | —     | —          | —     | —          | —     | —          | —     | —          | —     | —          | —     | —          | 48,01 | 0          |

## Personas destacadas
- Jenaro Pildain (1931-2004), cocinero ilustre. Contribuyó a difundir el bacalao al pil-pil desde el restaurante familiar Guria (Bilbao). Obituario en el diario El País